# Pietà di Montefiore

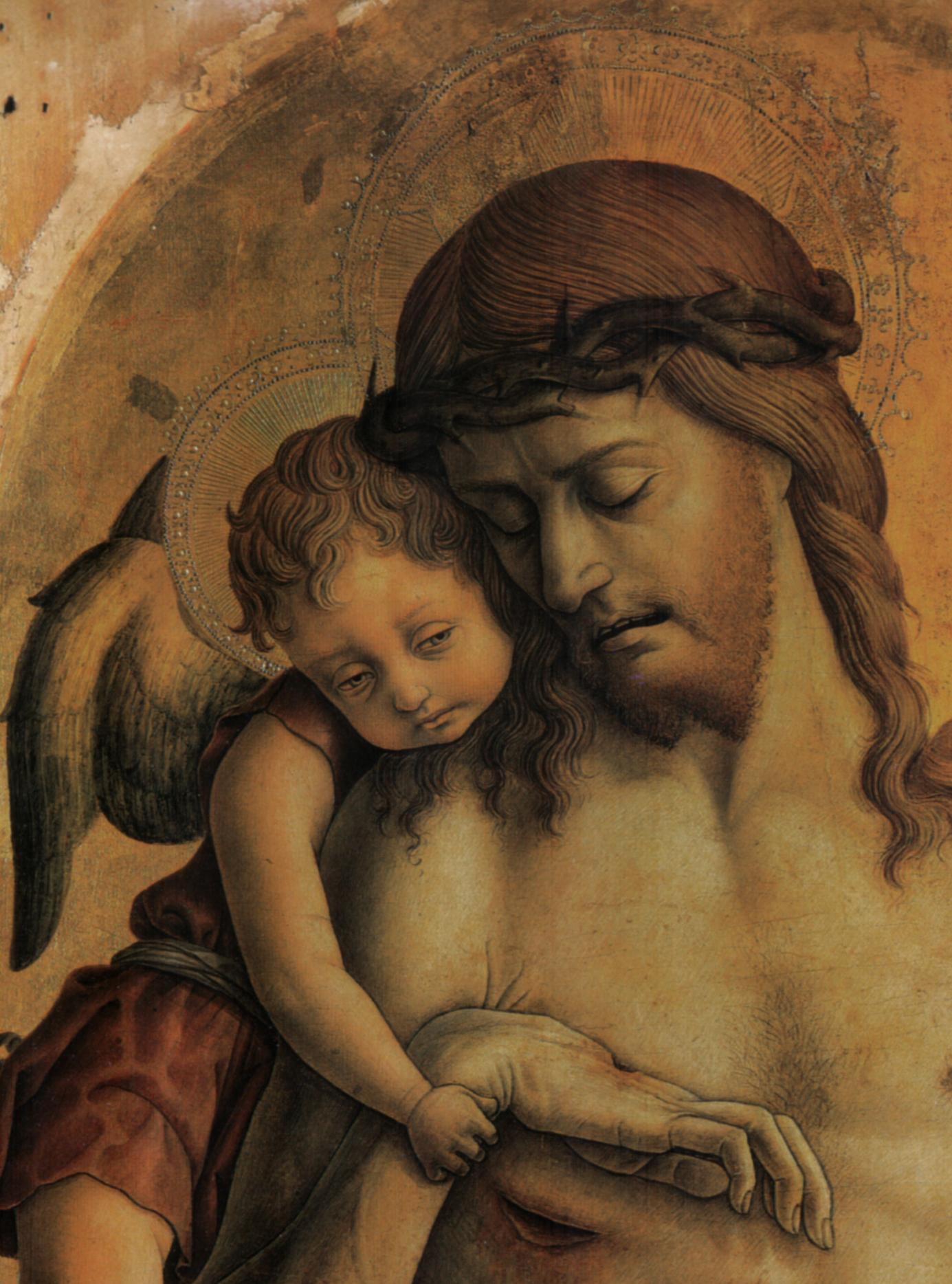
Dettaglio

La Pietà di Montefiore è un dipinto a tempera e oro su tavola (72,5x55,5 cm) di Carlo Crivelli, databile al 1471 circa e conservato nella National Gallery di Londra. Si tratta della parte centrale del registro superiore dello smembrato Polittico di Montefiore dell'Aso. È firmato "CAROLUS CRIVELLUS VENETUS PINXIT" (la firma è ritenuta apocrifa dal Davies, sebbene non esistano dubbi sull'autografia dell'opera).

## Storia
Il polittico, già nella chiesa di San Francesco a Montefiore dell'Aso, venne smembrato nell'Ottocento e, ad eccezione degli scomparti rimasti a Montefiore (il cosiddetto Trittico di Montefiore), passò per l'antiquario romano Vallati nel 1858, prendendo poi varie strade. La Pietà nel 1862 fu acquistata dal museo londinese nel 1859.

## Descrizione e stile
Tra le migliori prove legate al tema del Cristo morto del Crivelli, che spesso incluse tali rappresentazioni a coronamento dei suoi polittici, la Pietà di Montefiore, pur nelle dimensioni relativamente contenute, spicca per la calibratezza della drammaticità e della composizione, sospesa tra il crudo realismo di alcuni dettagli (come le ferite di Cristo e il senso di morte trasmesso dalla posa del corpo) e l'idealizzata eleganza di altri (la posa degli angeli, la serenità del volto di Cristo).
Il Cristo morto, riprendendo uno schema derivato da Donatello e dai suoi estimatori padovani, si leva dal sepolcro a mezza figura, sorretto da due piccoli angeli in piedi su lastre che appoggiano sulla pietra del sepolcro; uno gli tiene il braccio sinistro e si volta indietro, l'altro regge la mano destra e la schiena, appoggiando il suo piccolo volto rattristato sulla spalla di Gesù, con un gesto di grande dolcezza, acuito dalla rotazione del volto di Cristo verso di esso. La mitezza delle espressioni e della resa di alcuni dettagli (come la morbida barba e i capelli del Salvatore), stridono con la mano sollevata e rattrappita, abbandonata al suo peso per effetto del decesso e traforata da una vistosa cicatrice della crocifissione. Anche le pieghe molli del ventre, di un realismo così crudo grazie alla resa grafica, poco sfumata, richiamano l'idea dell'abbandono del corpo senza vita. Si tratta sicuramente di una riflessione sul tema francescano dell'immedesimazione del devoto con Cristo e la sua sofferenza.
Evidente è la derivazione da Mantegna di alcuni dettagli, come le fisionomie degli angeli, le ricerche prospettiche nelle lastre sulle quali si appoggiano, e quel modo di "scolpire" il panneggio con ombre e lumeggiature che rimandano più alla consistenza della pietra che del tessuto; è inoltre tipico il tentativo di sfondare lo spazio dipinto, mettendo elementi, in questo caso un lembo di sudario e la mano sinistra di Gesù, oltre il limite inferiore del bordo del sepolcro. Non è detto comunque che queste influenze siano arrivate al Crivelli in maniera diretta. Davies osservò infatti che l'artista poteva aver attinto anche da un distrutto affresco di Giorgio Schiavone nella chiesa degli Eremitani a Padova o dalla Pietà del Museo Correr di Giovanni Bellini (1460 circa), che presenta un analogo trattamento del torso di Cristo.
In ogni caso la Pietà di Crivelli senza un deciso culmine delle esperienze elaborate a Padova, per l'abbandono mai così realistico del corpo di Cristo, per il ritmo simmetrico ma variato, per l'altissima qualità di ogni dettaglio, per l'emotività sospesa, carica di struggente sentimento pur senza ricorrere a una rappresentazione esplicita e furente del dolore, alla maniera donatelliana.

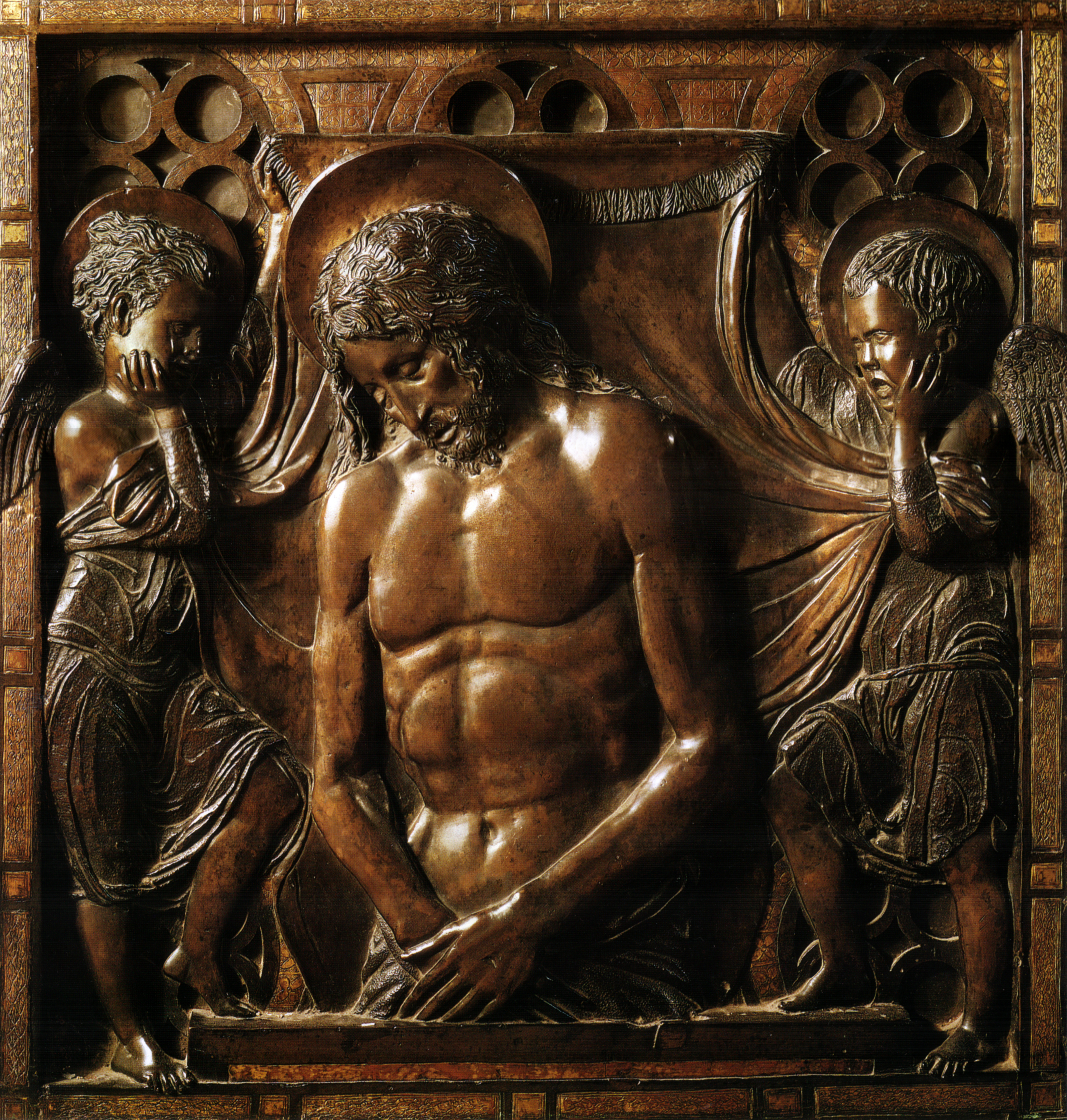
Donatello, Cristo morto, ante 1453
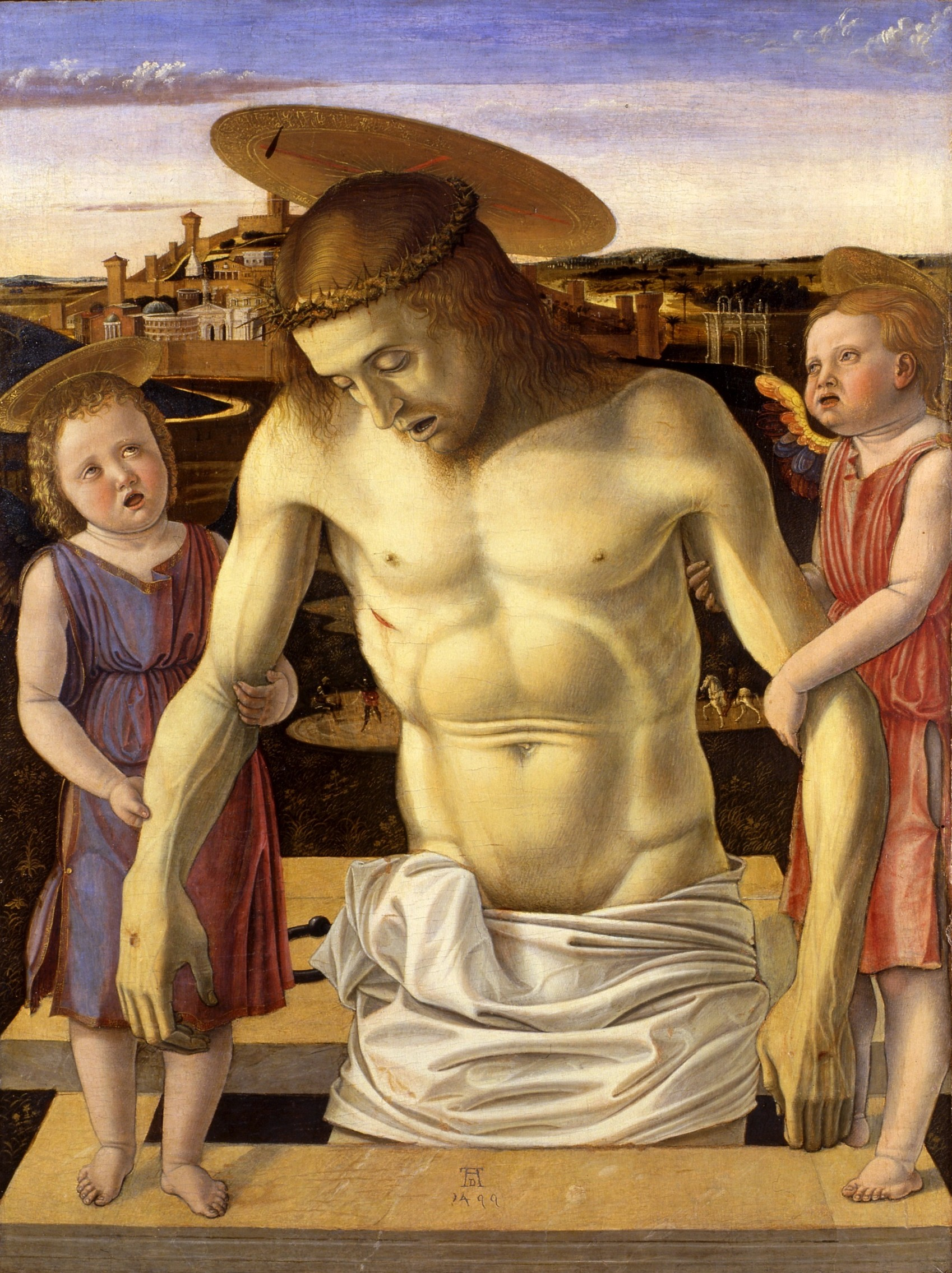
Giovanni Bellini, Cristo morto sorretto da due angeli, 1460 circa